# بيير مارغوت
بيير مارغوت هو عالم جريمة سويسري، ولد في 25 فبراير 1950 في دوليمو في سويسرا.